# Marguerite Beaugé
Marguerite Beaugé (1892-1977) fue una montadora y editora de película francesa.

## Filmografía seleccionada
- Napoléon (1927)
- Leva y Compañía (1930)
- EDepartamentos de la Tienda Le Departamento (1932)
- La canción del marinero (1932)
- El Abad Constantine (1933)
- Segunda Agencia (1935)
- Blanco Cargo (1937)
- Pépé le Moko (1937)
- Regreso en Alborear (1938)
- Bosque sagrado (1939)
- Llamada inmediata (1939)
- Sorpresas radiofónicas (1940)
- El Asesino No es Culpable (1946)
- Las Señoras en los Sombreros Verdes (1949)
- El Blonde Gypsy (1953)
- Es Todo la culpa de Adam (1958)